# Балтиморский городской архив
Балтиморский городской архив — официальный муниципальный архив Балтимора, штат Мэриленд. Архив расположен на Мэтьюз-стрит в районе Уэйверли в Балтиморе. Городской архив Балтимора «является центральным хранилищем государственных документов, имеющих постоянную ценность».

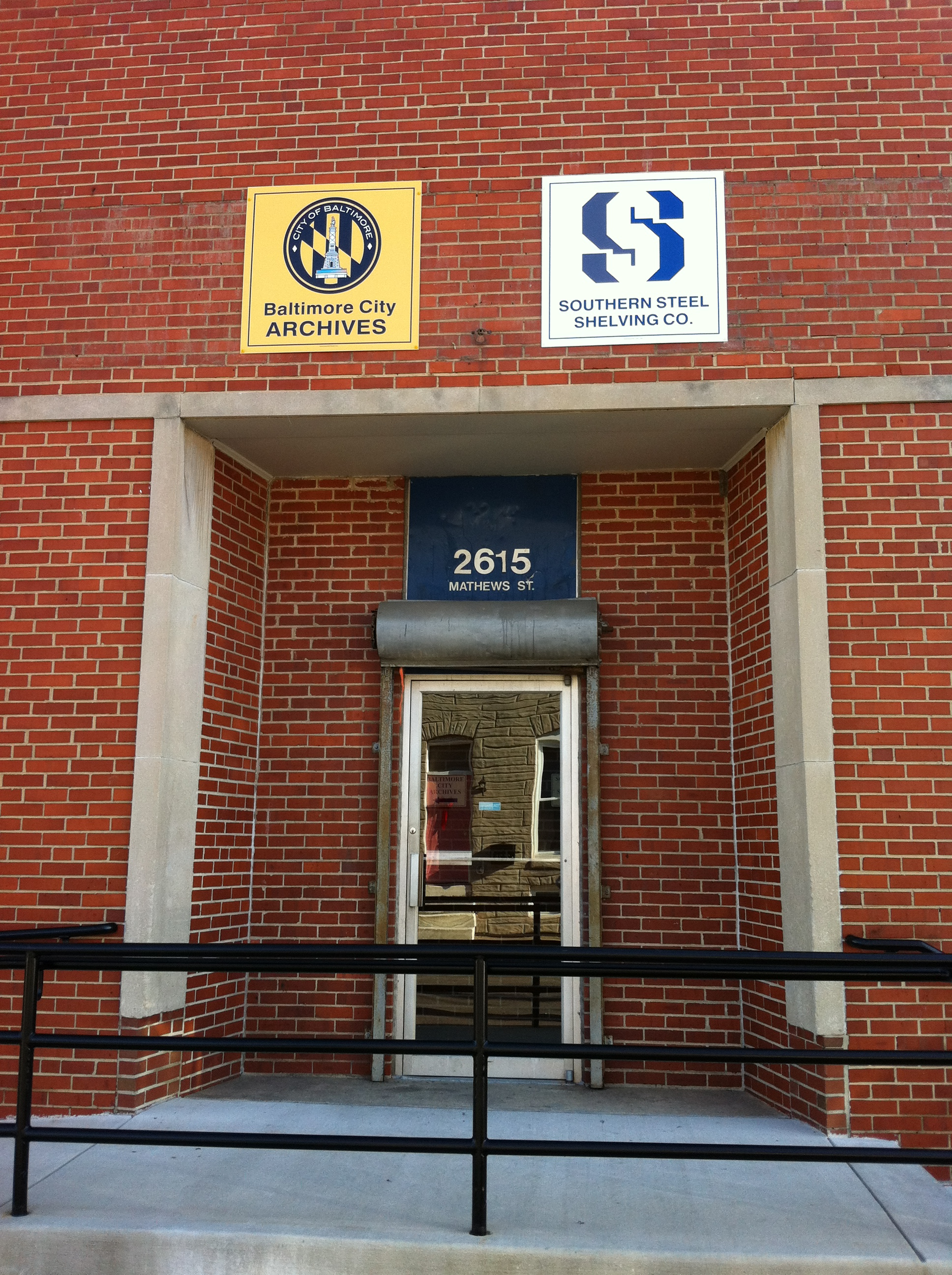
Вход в архив

## История
До того, как в 1796 году инкорпоративная хартия Балтимора предусматривала хранение записей, клерку Специальных уполномоченных Балтимора было приказано хранить записи о городе в сундуке для сохранности. Первое архивное управление в Балтиморе было завершено в 1839 году и построено для размещения растущего числа муниципальных документов, нуждающихся в хранении. В 1839 году была создана городская библиотека, и последовавшие за ней библиотекари и помощники работали над наведением порядка в множащихся записях.

### 20 век
Споры о кумовстве в городской библиотеке привели к созданию в 1927 году Бюро архивов в составе Департамента законодательных справочных материалов.
В конце 1930-х годов Управление общественных работ (WPA) направило сотрудников Исследовательского центра исторических документов (HRS) в городской архив Балтимора. В результате были составлены 1200 подробных таблиц и полный указатель архивных документов. Несмотря на эту работу, архивы приходили в упадок до 1970-х годов, когда возрождение интереса к истории Балтимора послужило толчком к созданию должности городского архивариуса. После нескольких лет работы, результатом которой стало руководство по фондам архива в соответствии с индексом WPA-HRS, архивы снова пришли в упадок, так как располагались в некачественном здании с неблагоприятными условиями.

### 21 век
Городской архив Балтимора получает больше поддержки от городских властей, что позволяет ему переехать в новое помещение. В 2009 году архив перешёл под эгиду Государственного архива Мэриленда в рамках пятилетнего соглашения, по которому Государственный архив получает дополнительные складские помещения в обмен на услуги по сохранению документов. Они получили грант NHPRC, и с тех пор началась работа по расширению доступа к фондам, включая более подробные описания в их онлайн-руководстве и добавление инструментов Web 2.0, таких как Flickr.

## Холдинги
В архивах хранятся коллекции городских учреждений, таких как мэрия Балтимора, городской совет Балтимора и Департамент жилищного строительства, а также коллекции, представляющие национальный исторический интерес, такие как документы Англо-американской войны. В настоящее время в архивах хранятся документы больницы Провиденс (Балтимор) и Симфонического оркестра Балтимора.